# Ганс Ляйп
Ганс Ляйп (нім. Hans Leip, 22 вересня 1893, Гамбург — 6 червня 1983, Тургау) — німецький художник, письменник і поет, автор тексту пісні «Лілі Марлен», яку називали «шлягером всіх часів і народів».

## Життєвий шлях

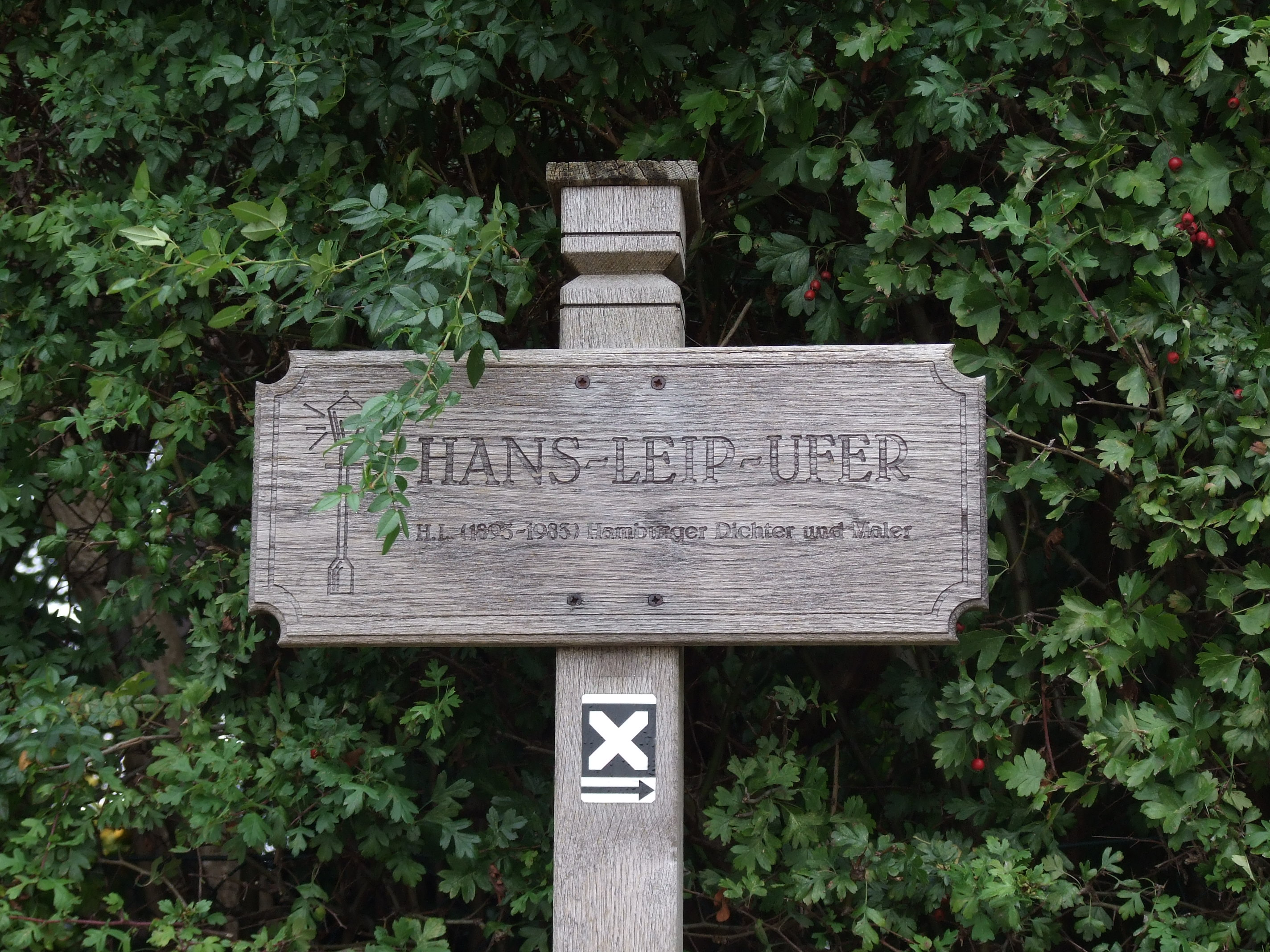
Набережна Ганса Ляйпа в Гамбурзі

Ганс Ляйп виріс в Гамбурзі його батько, колишній моряк, працював докером в порту. У 1900 році Ганс пішов у початкову школу, з 1905 року навчався в семінарії, в 1909—1914 роках відвідував підготовче відділення учительського інституту. Отримавши право викладати предмети спорту і релігії, в 1914 році почав працювати вчителем в гамбурзькій школі.
У 1915 році Ганса Ляйпа забрали в армію, в Берліні він проходив стрілецьку підготовку, потім був направлений на Східний фронт Першої світової війни, служив також в Карпатах. Після поранення в 1917 році Ганс був визнаний непридатним до подальшої служби, він повернувся до професії вчителя, почавши одночасно публікувати свої розповіді в газетах Гамбурга і пробувати сили як художник-графік. Потрясіння революційного періоду знайшли відображення в малюнках Ляйпа, які були куплені для Кунстхалле в Гамбурзі.
20 липня 1918 року Ганс одружився зі своєю нареченою Ліною Штельман (нім. Lina Stellmann, 1895—1969). Після народження першої доньки в 1920 році подружжя розійшлися. Причиною такого кроку стало захоплення Ляйпа ляльководом Клер Попп (нім. Cläre Popp, 1896—1978), що стала його музою і компаньйоном. В цей час Ляйп опублікував з успіхом дві свої перші ілюстровані книги, влаштував першу масштабну виставку своїх гравюр і малюнків.
У двадцяті роки Ляйп багато подорожував по Південному Тіролю і Доломітовим Альпам, здійснював поїздки в Італію, Північну Африку, Іспанію, Португалію, був у Парижі, Лондоні і Нью-Йорку, привозив з собою численні подорожні замальовки та ескізи.
Під час Другої світової війни він жив спочатку в Гамбурзі і Північній Німеччині, потім біля Боденського озера і в Тіролі. Деякий час працював у великому видавництві в Юберлінгені, потім повернувся в Тіроль.
У повоєнний час працював на радіо і телебаченні, жив головним чином в Швейцарії, помер на 90-му році життя.

## Творчість
Перша виставка його графічних робіт відкрилася в 1919 році, в 1920 році була видана перша книга, яку, як і багато наступних, Ляйп проілюстрував сам. У своїй художній діяльності він любив використовувати різні графічні і живописні техніки, створював свій ляльковий театр, придумував ескізи костюмів до карнавалів і вуличних свят, пробував себе в скульптурі.

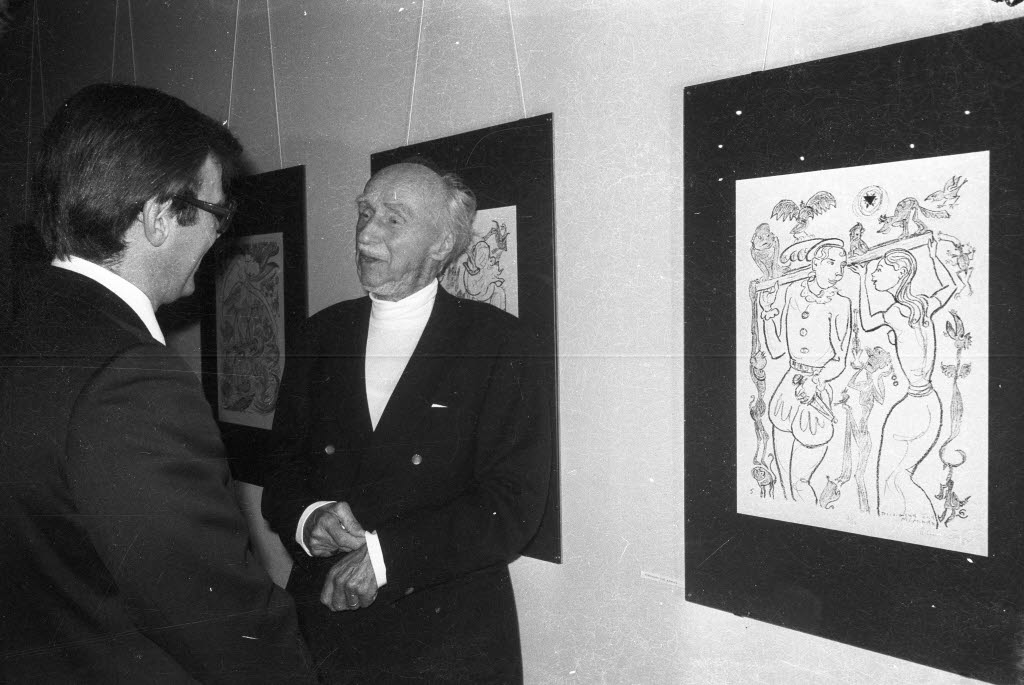
Виставка "Hans Leip malt und zeichnet Bühne und Manege" у фойє оперного театру Кіля. Ганс Ляйп (праворуч) представляє свої малюнки та картини. Жовтень 1975 року

Літературну творчість художник не відділяв від комплексних проектів, які розробляв. З дитинства Ганс мріяв про морські подорожі. Не маючи реальної можливості їх здійснити, присвячував цій темі романи про піратів з власними ілюстраціями. Успіх прийшов в 1925 році, коли його піратський роман був нагороджений призом Кельнської газети. Літературна спадщина Ганса Ляйпа складається з віршів, п'єс, оповідань, романів, у яких переважають теми моря і мореплавання. У ранніх роботах помітно вплив експресіонізму.
Його розважальні оповідання мали великий успіх у читачів і глядачів. Різні композитори перекладали його вірші на музику. Ляйп був співавтором радіопостановок і кіносценаріїв, наприклад, мюзиклу «Гаспароне» (1937), де знімалися відомі артисти Едіт Шольвер, Маріка Рьокк, Йоганнес Гестерс та інші. 1 вересня 1942 року Гітлер нагородив його поряд з іншими п'ятдесятьма письменниками і сценаристами Хрестом за заслуги 2-го ступеня без мечів.
Видану в 1947 році ілюстровану дитячу книгу «Чарівний корабель в далекому плаванні» (нім. Zauberschiff auf großer Fahrt) Ляйп присвятив своїм дочкам, яких звали Гріта, Лора, Хільда і Агата (нім. Grita, Lore, Hilde und Agathe).
Деякий час Ганс Ляйп входив в німецьке відділення ПЕН-клубу, з 1950 року був членом Німецької академії мови та поезії у Дармштадті, а з 1951 року — членом Вільної академії мистецтв у Гамбурзі.

## «Лілі Марлен»
Всесвітню популярність принесла Гансу Ляйпу пісня «Лілі Марлен», текст якої своєю життєвою переконливістю зачіпав людей. Історія її появи та успіху пов'язана з двома війнами.
У роки Першої світової війни вісімнадцятирічний Ганс заримував свої особисті переживання перед відправкою на фронт, коли стояв (в 1915 році) на варті в Берліні. Згідно з однією з версій, прообразом дівчини з вірша була племінниця Зигмунда Фрейда — Лілі Фрейд, яку любив Ганс Ляйп, але вона пішла до актора Арнольда Марлі. За іншою версією — це збірний образ двох дівчат, в яких Ганс поперемінно закохувався.
Вперше ці вірші опублікували тільки через 22 роки, в 1937 році, а незабаром після цього їх поклали на музику відразу два композитора Цинк, Рудольф Цинк і Норберт Шульце. Пісня на музику Норберта Шульце спочатку називалася «Дівчина під ліхтарем». Перейменована в «Лілі Марлен», ця пісня у виконанні Лале Андерсен і Марлен Дітріх під час Другої світової війни стала відомою і улюбленою серед солдатів по обидві сторони фронту. Особливо широку популярність «Лілі Марлен» здобула завдяки «Солдатському радіо Белграда», яке передавало пісню щодня о 21:55 і віщало також на Африканський корпус.
В результаті тираж розпроданих пластинок перевищив мільйон примірників. Згодом Дуайт Ейзенхауер назвав Ганса Ляйпа «єдиним німцем, який доставив радість всьому людству за роки світової війни».
Текст пісні був переведений 48 мовами і в багатьох країнах мав по кілька варіантів. Популярність «Лілі Марлен» порівнювали з успіхом у радянських солдатів пісні «Катюша» або вірші Симонова «Жди меня».
Журналіст і письменник Лев Копелев з 1941 року знав напам'ять оригінальний текст Ганса Ляйпа, навіть співав «Лілі Марлен» своєму другові Генріху Беллю і доводив йому пацифістський характер пісні. За розповідями Лева Копелева, радянські пропагандисти запускали з динаміків свої «перелицювання» німецького тексту пісні. Згідно з однією з версій, служивший у Відділі пропаганди при Політуправлінні 2-го Білоруського фронту Лев Копелев склав свою пародію на «Лілі Марлен», яку транслювали для німців. Цей текст не зберігся, невідомо також його вплив на німецькі війська.
Йосип Бродський у 1960-ті роки виконував свій варіант «Лілі Марлен» на квартирних вечірках, де бували Анна Ахматова, Анатолій Найман. Бродський вважав німецьку пісню напівфолькльорною. У виданні творів поет подав свій переклад поясненням: «невідомого автора (з німецької)». Юрій Абизов припустив, що переклад Бродського став компіляцією з фрагментів оригіналу тексту і пародійних строф, які складали радянські пропагандисти.
Відеозаписи
- «Лілі Марлен» у виконанні Марлен Дітріх [Архівовано 2 липня 2020 у Wayback Machine.] (нім.)
- Пісня з текстом Ганса Ляйпа в титрах [Архівовано 3 липня 2020 у Wayback Machine.] (нім.)
- «Шлягер всіх часів і народів» [Архівовано 7 липня 2020 у Wayback Machine.] (рос.) текст Бродського.

## Твори німецькою мовою
Ганс Ляйп створив безліч літературних творів.
- Laternen, die sich spiegeln, Altona u. a. 1920.
- Die Segelfähre, Altona u. a. 1920.
- Die Brücke Tuledu, 1920.
- Der betrunkene Lebenskelch, Altona 1921.
- Der Pfuhl, München 1923.
- Godekes Knecht, Leipzig 1925.
- Tinser, Leipzig 1926.
- Die Nächtezettel der Sinsebal, Hamburg 1927.
- Der Nigger auf Scharhörn, Hamburg 1927.
- Altona, die Stadt der Parks an der Elbe, Altona 1928.
- Brevier um fünf, Hamburg 1928.
- Miß Lind und der Matrose, München 1928.
- Die Blondjäger, Berlin 1929.
- Der Gaukler und das Klingelspiel, Hamburg 1929 (unter dem Namen Li-Shan Pe)
- Die getreue Windsbraut, Bremen 1929.
- Herodes und die Hirten, Berlin 1929.
- Untergang der Juno, Hamburg 1930.
- Von Großstadt, hansischem Geist, Grüngürtel, Schule und guten Wohnungen in Hamburg, Hamburg 1931.
- Unbedenkliche und bedenkliche Bemerkungen und Anekdoten den Ablauf von hundert Jahren «Hamburger Künstlerverein von 1832» betreffend in Hundert Jahre Hamburger Kunst, Hamburg 1932
- Kolonie, Berlin 1932.
- Die Klabauterflagge oder Atje Potts erste und höchst merkwürdige große Fahrt, Leipzig 1933 (Insel-Bücherei 448)
- Die Lady und der Admiral, Hamburg 1933.
- Segelanweisung für eine Freundin, Hamburg 1933.
- Strandgeflüster, Altona 1933.
- Hamburg, Bielefeld u. a. 1934.
- Herz im Wind, Jena 1934.
- Jan Himp und die kleine Brise, Hamburg 1934.
- Max und Anny, Hamburg 1935.
- Wasser, Schiffe, Sand und Wind, Kassel 1936 (zusammen mit Fritz Lometsch)
- Fähre VII, Hamburg 1937.
- Die kleine Hafenorgel, Christian Wegner Verlag Hamburg 1937
- Begegnung zur Nacht, Stuttgart 1938.
- Liliencron, Stuttgart 1938.
- Das Schiff zu Paradeis, Hamburg 1938.
- Die Bergung, Stuttgart 1939.
- Brandung hinter Tahiti, Hamburg 1939.
- Ein hamburgisch Weihnachtslied, Hamburg 1939.
- Das Muschelhorn, Stuttgart 1940.
- Idothea oder Die ehrenwerte Täuschung, Stuttgart 1941.
- Eulenspiegel. Abwandlungen eines alten Themas, Stuttgart 1941 (mit Radierungen von Roswitha Bitterlich)
- Kadenzen, Stuttgart 1942.
- Die Laterne, Stuttgart 1942.
- Der Gast, Stuttgart 1943.
- Das trunkene Stillesein, Hamburg 1944.
- Der Widerschein, Stuttgart 1944.
- Ein neues Leben, Stuttgart 1946.
- Das Zauberschiff, Hamburg 1946.
- Barabbas, Hamburg 1947.
- Das Buxtehuder Krippenspiel, Berlin u. a. 1947.
- Heimkunft, Hamburg 1947.
- Der Mitternachtsreigen, Hamburg 1947.
- Rette die Freude, Flensburg u. a. 1947.
- Frühe Lieder, Hamburg 1948.
- Abschied in Triest, Hamburg 1949.
- Drachenkalb singe, Hamburg 1949.
- Lady Hamiltons Heimreise, München 1950.
- Die Sonnenflöte, Braunschweig 1952.
- Die Groggespräche des Admirals von und zu Rabums, München 1953.
- Die unaufhörliche Gartenlust, Hamburg 1953.
- Der große Fluss im Meer, München 1954.
- Des Kaisers Reeder, München 1956.
- Störtebeker, Weinheim/Bergstr. 1957.
- Und irgendwo die Steppe, Burg Hohenkrähen 1957.
- Bordbuch des Satans, München 1959.
- Glück und Gischt, Hannover 1960.
- Hol über, Cherub, Bremen 1960.
- Hamburg, Zürich 1962.
- Hamburg Juli 1943, Hamburg 1963.
- Pentamen, Olten 1963.
- Die Taverne zum musischen Schellfisch, München 1963.
- Der tote Matrose, Lübeck u. a. 1964.
- Ein halbes Jahrhundert Hamburg, Sprendlingen b. Frankfurt a. M. 1965.
- Sukiya oder Die große Liebe zum Tee, Düsseldorf u. a. 1965.
- Am Rande der See, Hamburg 1967.
- Garten überm Meer, Hamburg 1968.
- Hans Leip, Hamburg 1968.
- Aber die Liebe, Hamburg 1969.
- Das ist Konstanz, Konstanz 1976 (zusammen mit Heinz Finke)
- Hans Leip: Gleichschaltung im PEN Club in Hamburg. In: Rolf Italiaander (Hrsg.): Wir erlebten das Ende der Weimarer Republik: Zeitgenossen berichten. Droste, Düsseldorf 1982, ISBN 3-7700-0609-7, S. 179.
- Das Tanzrad oder Die Lust und Mühe eines Daseins, Frankfurt/M. u. a. 1979.
- Das Hans-Leip-Buch, Hamburg 1983.
- Trischen, Hamburg 1989.
- Noch ist die Sonne wach, Hamburg 1990.
- Über die Kunst des Erzählens und weitere Vorträge, Hamburg 1991.
- Kurzgedichte, Hamburg 1992.
- Himmel über Pellworm, Hamburg 1993.
- Sieben Lieder der Hilgesill, Hamburg 1994.
- Fenster überm Strom, Hamburg 1995.
- Tage- und Nächtebuch der Hamburger Puppenspiele, Kiel 2005.